# Teater Åttonde dagen
Teater Åttonde dagen är en svensk dokumentärfilm från 1992 i regi av Joanna Helander och Bo Persson. Filmen skildrar den polska teatergruppen Teatr Osmega Dnia (Teater Åttonde dagen) före, under och efter de politiska förändringar som ägde rum i Östeuropa under 1980-talet.
Filmen tilldelades 1993 pris vid en filmfestival i Pärnu.